# گو هایاما
گو هایاما (انگلیسی: Go Hayama؛ زادهٔ ۹ آوریل ۱۹۹۳) بازیکن فوتبال اهل ژاپن است.
از باشگاه‌هایی که در آن بازی کرده‌است می‌توان به باشگاه فوتبال توکیو وردی و باشگاه فوتبال آلبیرکس نیگاتا اشاره کرد.